# Prienai
Prienai ( escoltar (?·pàg.)) és una ciutat de Lituània situada al comtat de Kaunas, es troba a 39 km al sud de Kaunas al marge del riu Neman. L'aeroport Pociūnai està associat amb la ciutat. El nom és un derivat d'un cognom Prienas.

## Història
La primera menció documentada de Prienai és el1502 [2] quan el Gran Duc de Lituània Alexander va donar la terra de Prienai al noble Glinskis Mykolas. El dret de Magdeburg es va concedir a la ciutat el 1609, començant un període de creixement que va continuar durant els segles XVII i XVIII.
Durant la Segona Guerra Mundial, la ciutat va ser ocupada per tropes alemanyes, a causa d'això Prienai va perdre molts dels seus habitants: la gent va emigrar o va ser evacuada forçosament, mentre que els jueus van ser matats pels nazis.

## Agermanament
Prienai forma part del Douzelage, el pla europeu d'agermanament entre diverses ciutats de països integrants de la Unió Europea:
| Altea, Espanya - 1991 Bad Kötzting, Alemanya - 1991 Bellagio, Itàlia - 1991 Bundoran, Irlanda - 1991 Granville, França - 1991 Holstebro, Dinamarca - 1991 Houffalize, Bèlgica - 1991 Meerssen, Països Baixos - 1991 | Niederanven, Luxemburg - 1991 Préveza, Grècia - 1991 Sesimbra, Portugal - 1991 Sherborne, Regne Unit - 1991 Karkkila, Finlàndia - 1997 Oxelösund, Suècia - 1998 Judenburg, Àustria - 1999 Chojna, Polònia - 2004 | Kőszeg, Hongria - 2004 Sigulda, Letònia - 2004 Sušice, República Txeca - 2004 Türi, Estònia - 2004 Zvolen, Eslovàquia - 2007 Marsaskala, Malta - 2009 Siret, Romania - 2010 |